# Haeromys
Haeromys é um género de roedor da família Muridae.

## Espécies
- Haeromys margarettae (Thomas, 1893)
- Haeromys minahassae (Thomas, 1896)
- Haeromys pusillus (Thomas, 1893)